# 公子卬 (魏国)
公子卬（？—？），姬姓，魏氏，名卬，战国时期魏国公子。

## 生平
前341年，魏国在马陵之战遭受齐国重创，秦国趁魏国实力尚未恢复之际，大举攻魏。同年九月，秦孝公派商鞅进攻魏河东（今山西、陕西两省间黄河南段以西地区），魏派公子卬迎战。两军对峙时，商鞅派使者送信给公子卬，说：“我当初与公子相处的很快乐，如今你我成了敌对两国的将领，不忍心相互攻击，我可以与公子当面相见，订立盟约，痛痛快快地喝几杯然后各自撤兵，让秦魏两国相安无事”。公子卬赴会时被商鞅埋伏的甲士俘虏，商鞅趁机攻击魏军，魏军大败。魏惠王被迫献河西部分土地求和。秦伯駟继位后，商鞅被公子虔等诬告谋反，被迫逃亡魏国。魏惠王怨恨商鞅欺骗公子卬击败魏军，将商鞅驱逐回秦国，致使商鞅兵败被杀后遭车裂。
据《史记·卷五·秦本纪》记载，前331年公子卬为秦军主将大败魏国，俘虏河西守将龙贾，此处公子卬应为公孙衍之笔误。

## 文学形象
长篇历史小说《东周列国志》中，公子卬于第八十七回《说秦君卫鞅变法 辞鬼谷孙膑下山》中登场，篇中记载公子卬与商鞅私交很好，公叔痤病重时向魏惠王推荐商鞅，公子卬也参与推荐，但魏惠王没有重用商鞅。在第八十九回《马陵道万弩射庞涓 咸阳市五牛分商鞅》时，商鞅带兵进攻魏河东，魏派公子卬迎战，两军在吴城对峙。商鞅派使者送信，欺骗公子卬前来赴会。公子卬在宴会中被商鞅埋伏的猛士乌获所俘。商鞅命军士押解公子卬回秦国，又命任鄙、乌获带领公子卬的部下赚开城门，占领吴城。魏惠王被迫献河西之地求和，公子卬最后投降秦国。

## 影视形象
2009年首播的电视剧《大秦帝国·第一部·裂变》中公子卬由王辉饰演。